# ویتری
ویتری (انگلیسی: VitrA) شرکت لوازم خانگی ترک است، که در سال ۱۹۴۲ تأسیس شد.